# تخت آباد
تخت آباد (بالفارسية: تخت آباد)) هي قرية إيرانية تقع في قسم لامرد الريفي في الناحية المركزية في مقاطعة لامرد، محافظة فارس، إيران.